# Przygoda na rybach
Przygoda na rybach (ang. Gone Fishin’) – amerykańska komedia z 1997 roku w reżyserii Christophera Caina. Wyprodukowany przez Buena Vista Pictures Distribution.

## Fabuła
Gus Green (Danny Glover) i Joe Waters (Joe Pesci), zapaleni wędkarze, jadą na ryby. Ich samochód kradnie Dekker. Kumple ruszają w pościg za złodziejem. Po drodze dołączają do jego byłych żon, którym rabuś zabrał pieniądze. Gdy odzyskują auto, znajdują mapę z zaznaczonym miejscem ukrycia łupu.

## Obsada
- Joe Pesci jako Joe Waters
- Danny Glover jako Gus Green
- Rosanna Arquette jako Rita
- Lynn Whitfield jako Angie
- Willie Nelson jako Billy "Catch" Pooler
- Nick Brimble jako Dekker Massey
- Gary Grubbs jako Phil Beasly
- Carol Kane jako Donna Waters, żona Joego
- Edythe Davis jako Cookie Green, żona Gusa
- Jenna Bari jako Gena Waters, córka Joego
- Raynor Scheine jako Glenn
- Maury Chaykin jako Kirk

i inni